# Irma Jakowlewna Rausch

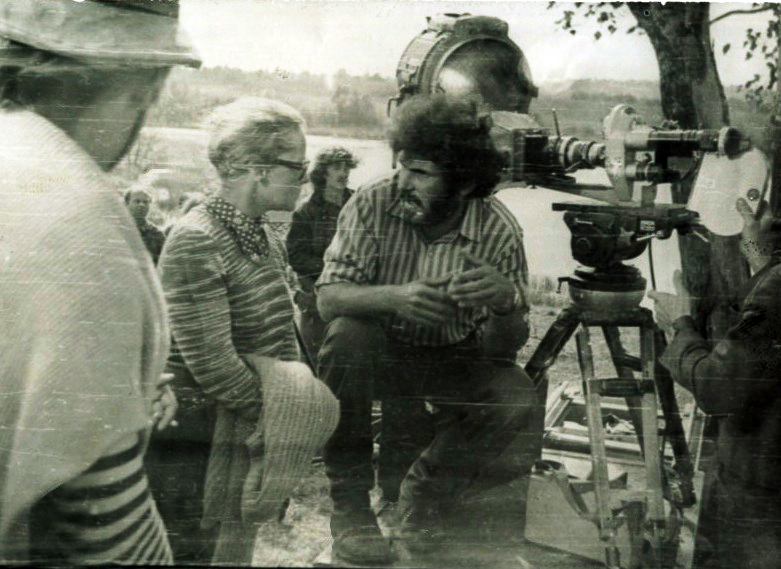
Irma Rausch, 1975 als Regisseurin am Set des Films „Krestyanskiy syn“ („Bauernsohn“).

Irma Jakowlewna Rausch (russisch Ирма Яковлевна Рауш; * 21. April 1938 in Saratow) ist eine ehemalige sowjetische Schauspielerin und Regisseurin. Ihre bekannteste Rolle ist die der Mutter in Andrei Tarkowskis Kriegsdrama Iwans Kindheit (1962). 

## Leben
Am 21. April 1938 wurde Irma Jakowlewna Rausch als Tochter einer wolgadeutschen Familie in Saratow geboren. Über ihre Kindheit ist wenig bekannt. 1954 begann sie ihr Studium am Gerassimow Institut (WGIK) in Moskau, wo sie erfolgreich ihr Regie-Studium in der Klasse von Michail Romm abschloss und Andrei Tarkowski, ebenfalls Schüler der Klasse Romm, kennenlernte. Die beiden heirateten im April 1957 und Irma hieß fortan Irina Jakowlewna Tarkowskaja. Der gemeinsame Sohn Arseni Tarkowski kam im September 1962 zur Welt. 1970 wurde die Ehe geschieden.

## Karriere
Ihr Debüt als Regisseurin gab sie 1961 mit dem Dokumentarfilm Девочка и солнечный зайчик (Dewotschka i solnetschny saitschik), dessen Drehbuch auch von ihr stammte.
In den frühen Filmen ihres damaligen Ehemannes Andrei Tarkowski übernahm Irma Rausch einige Hauptrollen. Ihre schauspielerischen Leistungen als Iwans Mutter im Kriegsdrama Iwans Kindheit (1962) und als „die heilige Närrin“ Durotschka im Historiendrama Andrej Rubljow (1966) verhalfen ihr zu großer Bekanntheit und Anerkennung. Für letztere Rolle wurde sie 1970 mit dem französischen Filmpreis Étoile de Cristal, dem Vorgänger des César, als Beste ausländische Darstellerin ausgezeichnet. 1970 erfolgte außerdem eine Festanstellung als Regisseurin beim Gorky Film Studio, wo sie vor allem an Kinder- und Jugendfilmen arbeitete.

## Filmographie

### Schauspielerin
- 1962: Iwans Kindheit, Regie: Andrei Tarkowski
- 1966: Andrej Rubljow, Regie: Andrei Tarkowski
- 1967: Dr. Vera, Regie: Damir Wjatitsch-Bereschnych

### Regisseurin (Auswahl)
- 1969: Schenja
- 1974: Pust on ostanetsja s nami (Lass ihn bei uns bleiben)
- 1975: Krestjanski syn (Bauernsohn)
- 1981: Märchen in der Nacht erzählt (Skaska, rasskasannaja notschju)
- 1982: Prikljutschenija Nesnaiki (Neznaikis Abteneuer)
- 1986: Stepnaja Eskadrilja (Steppengeschwader)